# Foard County
Foard County je okres ve státě Texas v USA. Žije zde přibližně 1 100 obyvatel. Správním městem okresu je Crowell. Celková rozloha okresu činí 1 834 km².